# D·M·贾亚拉特纳
迪萨纳亚克·穆迪扬塞拉格·贾亚拉特纳（1931年6月4日—2019年11月19日），第20任斯里兰卡总理，斯里兰卡资深政治家。斯里兰卡自由党的创始成员，贾亚拉特纳1970年首次选入议会，2010年4月21日宣誓就任总理，2015年1月9日卸任。

## 早年
D. M. 贾亚拉特纳生于1931年6月4日。在康提郊外的一个小镇甘波拉（Gampola）的Doluwa Maha Vidyalaya接受教育，后任学校教师，1951年与所罗门·班达拉奈克等人一起在康提组建斯里兰卡自由党，1960年到1962年在多卢瓦（Doluwa）担任邮政局长。

## 政治
贾亚拉特纳1970年作为自由党候选人以14,463张选票，击败统一国民党的迪萨纳亚克（W.P.B. Dissanayake）当选甘波拉选区议员，首次进入议会。1977年大选被迪萨纳亚克击败，1989年大选中重新当选康提选区议员。它获得54,290张特惠选票，高居榜首。
1994年他作为人民联盟候选人连任议员，同年被钱德里卡·库马拉通加总统任命为土地、农业和林业部长，首次进入政府内阁。

### 履历
- 村务委员会成员
- 村务委员会主席
- 康堤地区村务委员会主席协会主席
- 全锡兰村委员会主席联盟成员
- 第7届议会成员 (1970年 - 1977年，甘波拉选区议会成员)
- 人民统一战线总书记 (1993年至今)
- 斯里兰卡自由党高级副总裁
- 土地、农业、林业和畜牧业部长 (1994年)
- 农业、土地和林业部长 (1997年)
- 农业和土地部长 (1999年)
- 农业部长 (2000年)
- 农业土地林业食品和合作开发部长 (2011年试用政府)
- 邮政和通信部长 (2004年为反对派)
- 邮政和电信部长 (2004年)
- 电信和促进农村经济部长 (2005年)
- 电信和高地发展部长 (2006年)
- 种植园产业部长 (2007年)
- 总理兼佛教&宗教事务部长（2011年至今）

### 总理
统一人民自由联盟在2010年的大选中获得选举胜利后，自由党最资深成员贾亚拉特纳在2010年4月21日宣誓就任总理。内阁共有61名部长。主要成员有：
- 总统兼国防部长、财政与计划部长、港口与航空部长、公路部长马欣达·拉贾帕克萨
- 总理兼佛教和宗教事务部长贾亚拉特纳
- 良政与基础设施部长拉特纳西里·维克勒马纳亚克（Ratnasiri Wickramanayake）
- 人力资源部长唐·埃德温·维拉辛哈·古纳塞克拉（D.E.W.Gunasekera）
- 农村事务部长阿图达·塞纳维拉特纳（Athauda Seneviratne）
- 食品与营养部长佩蒂基里格·达亚拉特纳（Petikirige Dayaratne）
- 社会福利部长米尔罗伊·费尔南多（Milroy Fernando）
- 城市事务部长阿卜杜勒·哈米德·默罕默德·法齐（Abdul Hameed Mohamed Fowzie）
- 消费者福利部长塞纳维拉特纳·班达拉·纳维尼（Seneviratne Bandara Navinne）
- 国有资产部长皮亚塞纳·加马吉（Piyasena Gamage）
- 科学事务部长蒂萨·维塔拉纳（Tissa Vitharana）
- 国际货币合作部长萨拉特·阿穆努加马（Sarath Amunugama）
- 灌溉和水利资源发展部长尼马尔·西里帕拉（Nimal Siripala De Silva）
- 卫生部长迈特里帕拉·西里塞纳（Maithripala Sirisena）
- 石油工业部长苏西尔·普雷马贾彦塔（Susil Premajayantha）
- 外交部长G·L·佩里斯（Gamini Lakshman Peiris）。